# Campeonato Juvenil de la AFC 1969
El campeonato Juvenil de la AFC 1969 se llevó a cabo del 15 al 30 de abril en Bangkok, Tailandia y contó con la participación de 15 selecciones juveniles de Asia.
Por cuarta ocasión el título fue para dos selecciones, en este caso fueron  Birmania y Tailandia, los cuales empataron en la final.

## Participantes
| - Birmania - Ceylan - Hong Kong - Indonesia - Irán | - Israel - Japón - Laos - Malasia - Filipinas | - Singapur - Corea del Sur - Vietnam del Sur - Taiwán - Tailandia (anfitrión) |

## Fase de grupos

### Grupo A
| País      | J | G | E | P | GF | GC | GD  | Pts |
| --------- | - | - | - | - | -- | -- | --- | --- |
| Tailandia | 2 | 2 | 0 | 0 | 12 | 1  | +11 | 4   |
| Japón     | 2 | 1 | 0 | 1 | 4  | 6  | –2  | 2   |
| Singapur  | 2 | 0 | 0 | 2 | 2  | 11 | –9  | 0   |

| 15 abril | Tailandia | 4-1 | Japón     |
| 18 abril | Japón     | 3–2 | Singapur  |
| 21 abril | Singapur  | 0–8 | Tailandia |

### Grupo B
| País      | J | G | E | P | GF | GC | GD | Pts |
| --------- | - | - | - | - | -- | -- | -- | --- |
| Irán      | 3 | 2 | 1 | 0 | 9  | 2  | +7 | 5   |
| Malasia   | 3 | 1 | 1 | 1 | 4  | 7  | –3 | 3   |
| Ceylan    | 3 | 0 | 2 | 1 | 2  | 5  | –3 | 2   |
| Indonesia | 3 | 0 | 2 | 1 | 5  | 6  | –1 | 2   |

| 15 abril | Ceylan    | 2–2 | Indonesia |
| 16 abril | Malasia   | 0–6 | Irán      |
| 18 abril | Ceylan    | 0–3 | Malasia   |
| 19 Abril | Indonesia | 2–3 | Irán      |
| 21 abril | Irán      | 0–0 | Ceylan    |
| 22 April | Malasia   | 1–1 | Indonesia |

### Grupo C
| País          | J | G | E | P | GF | GC | GD  | Pts |
| ------------- | - | - | - | - | -- | -- | --- | --- |
| Israel        | 3 | 3 | 0 | 0 | 6  | 0  | +6  | 6   |
| Corea del Sur | 3 | 2 | 0 | 1 | 9  | 2  | +7  | 4   |
| Laos          | 3 | 1 | 0 | 2 | 3  | 5  | –2  | 2   |
| Filipinas     | 3 | 0 | 0 | 3 | 1  | 12 | –11 | 0   |

| 16 abril | Laos          | 2–1 | Filipinas     |
| 17 abril | Israel        | 1–0 | Corea del Sur |
| 19 abril | Laos          | 0–2 | Israel        |
| 20 abril | Filipinas     | 0–7 | Corea del Sur |
| 22 abril | Corea del Sur | 2-1 | Laos          |
| 23 abril | Filipinas     | 0–3 | Israel        |

### Grupo D
| País            | J | G | E | P | GF | GC | GD  | Pts |
| --------------- | - | - | - | - | -- | -- | --- | --- |
| Birmania        | 3 | 2 | 1 | 0 | 14 | 3  | +11 | 5   |
| Vietnam del Sur | 3 | 1 | 1 | 1 | 5  | 10 | –5  | 3   |
| Taiwán          | 3 | 0 | 2 | 1 | 6  | 7  | –1  | 2   |
| Hong Kong       | 3 | 1 | 0 | 2 | 6  | 11 | –5  | 2   |

| 16 abril | Hong Kong       | 2–3 | Vietnam del Sur |
|          | Birmania        | 2–2 | Taiwán          |
| 20 abril | Taiwán          | 1–1 | Vietnam del Sur |
|          | Birmania        | 5–0 | Hong Kong       |
| 22 abril | Hong Kong       | 4–3 | Taiwán          |
| 23 abril | Vietnam del Sur | 1-7 | Birmania        |

## Fase final

### Cuartos de final
| Equipo 1      | Resultado | Equipo 2        |
| ------------- | --------- | --------------- |
| Corea del Sur | 0-2       | Irán            |
| Tailandia     | 3-1       | Vietnam del Sur |
| Malasia       | 0-1       | Israel          |
| Birmania      | 5-1       | Japón           |

### Semifinales
| Equipo 1 | Resultado | Equipo 2  |
| -------- | --------- | --------- |
| Israel   | 0-1       | Birmania  |
| Irán     | 0-1       | Tailandia |

### Tercer lugar
| Equipo 1 | Resultado | Equipo 2 |
| -------- | --------- | -------- |
| Israel   | 1-2       | Irán     |

### Final
| Equipo 1 | Resultado | Equipo 2  |
| -------- | --------- | --------- |
| Birmania | 2-2       | Tailandia |

## Campeón
| Campeonato Juvenil de la AFC 1969 | Campeonato Juvenil de la AFC 1969 |
| --------------------------------- | --------------------------------- |
| Bandera de Tailandia              | Bandera de Birmania               |
| Tailandia 2º Título               | Birmania 6º Título                |